# Hamngatan, Linköping

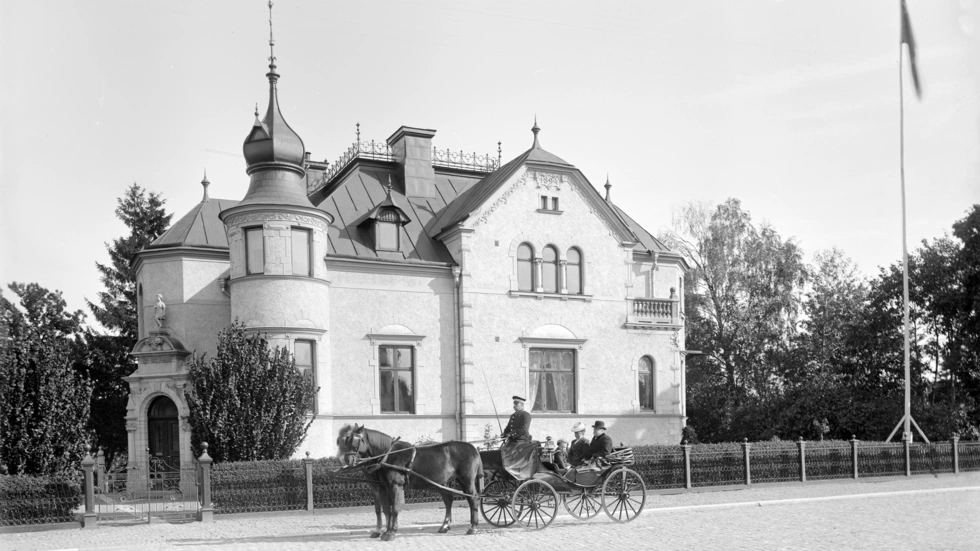
Asklundska villan vid Magasintorget vid Hamngatan, omkring 1900.

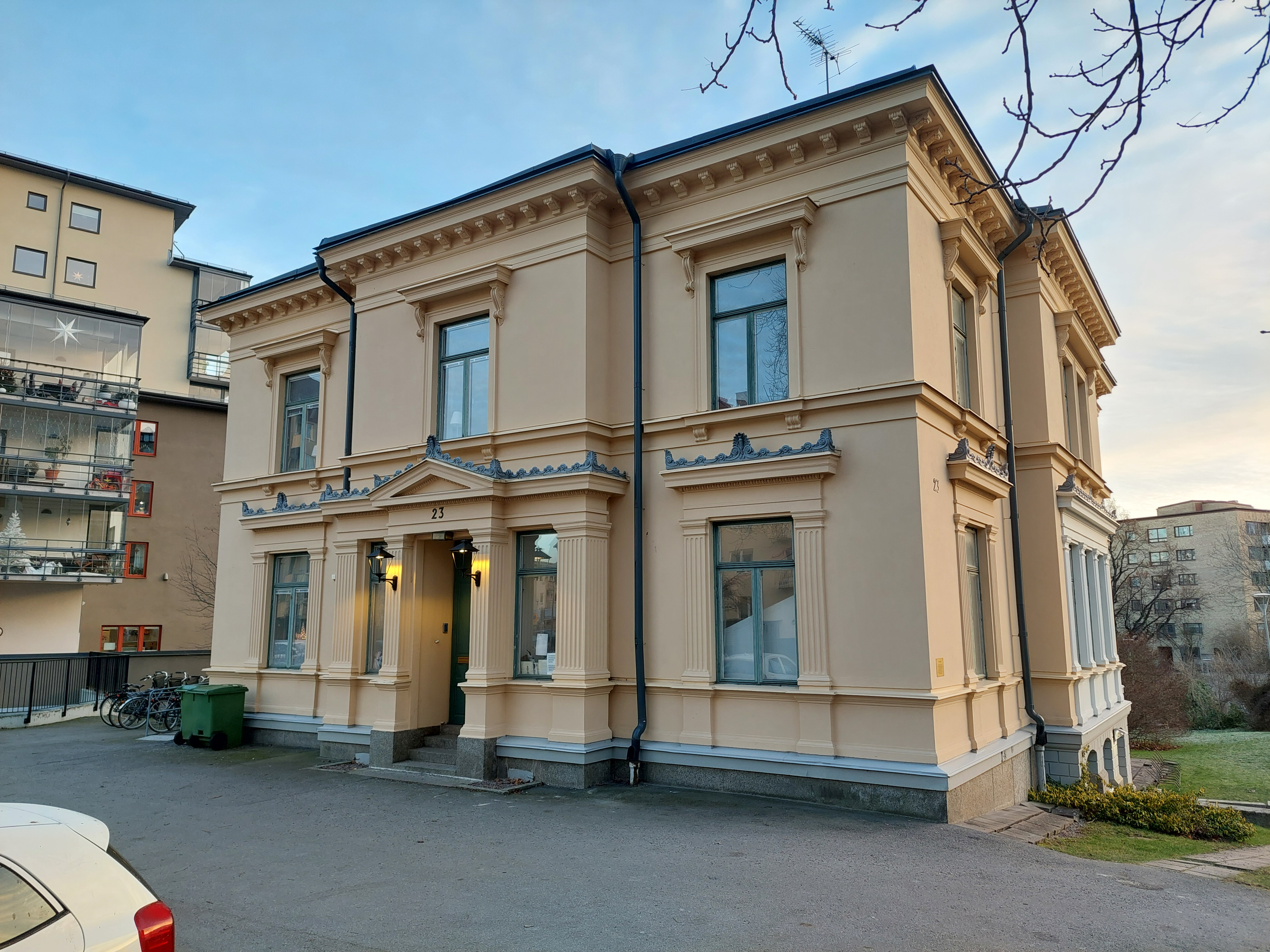
Villa Ådala.

Hamngatan är en gata i östra delen av centrum i Linköping. Den ligger på västra sidan av Stångån och går mellan Järnvägsgatan och Lasarettsgatan/Brokindsleden. Hamngatan ingår i den östra delen av C-ring, den inre av stadens två ringleder.
Vid Hamngatan ligger två bevarade patriciervillor, som byggdes i slutet av 1800-talet: Villa Ådala för bryggaren Ludvig Brogren från 1881 och Asklundska villan för tobaksfabrikören Erik Asklund från 1894, i vad som då var utkanten av Linköping.

## Byggnader och anläggningar vid Hamngatan
- Asklundska villan
- Villa Ådala
- Linköpings sporthall
- Linköpings simhall
- Linköpings moské

## Dålig luft
År 2022 uppmättes de sämsta luftvärdena i landet på Hamngatan av de gator, där mätstationer fanns. Detta föranledde Naturvårdsverket att begära att Linköpings kommun skulle upprätta en åtgärdsplan.
I den 2024 framtagna planen ingår bland annat att sänka hastighetsgränsen från 40 till 30 km/timme från 2025. Enligt utredningen är ett dubbdäcksförbud det effektivaste sättet att förbättra luftkvaliteten. Ett sådant skulle kunna införas tidigast 2028.